# رافائيل ستانيسكو
رافائيل ستانيسكو (بالرومانية: Raphael Stănescu)‏ هو لاعب كرة قدم روماني في مركز الوسط، ولد في 27 يونيو 1993 في Ühlingen-Birkendorf ‏ في ألمانيا. شارك مع منتخب رومانيا تحت 17 سنة لكرة القدم ومنتخب رومانيا تحت 19 سنة لكرة القدم. أما مع النوادي، فقد لعب مع داسيا يونييرا برايلا ودينامو بوخارست وكونكورديا كياجنا ونادي أوتسيلول غالاتسي ونادي أوتيلول ريشيتا ونادي فارول كونستانتسا.

## وصلات خارجية
- رافائيل ستانيسكو على موقع قاعدة بيانات كرة القدم.إي يو (الإنجليزية)
- رافائيل ستانيسكو على موقع Soccerway.com (الإنجليزية)
- رافائيل ستانيسكو على موقع عالم كرة القدم.نت (الإنجليزية)